# Pedra Jugadora
La Pedra Jugadora és una muntanya de 1.054 metres que es troba entre els municipis de La Cellera de Ter i d'Osor, a la comarca de la Selva.